# Total War: Warhammer
Total War: Warhammer est un jeu vidéo de stratégie au tour par tour et de tactique en temps réel développé par Creative Assembly et publié par Sega le 24 mai 2016. Les versions macOS et Linux ont été développées et publiées par Feral Interactive. Son système de jeu s'inspire de celui de la série Total War, dont l'univers se base cette fois-ci sur le jeu de plateau Warhammer, créé par Games Workshop. Quatre factions sont disponibles à la sortie du jeu : les Peaux-Vertes, l'Empire des hommes, les Nains et les Comtes Vampires. S'ajoutent également les Guerriers du Chaos pour les joueurs qui ont précommandé le jeu, ou qui l'ont acheté durant la première semaine de lancement.

## Scénario
Chaque faction suit son propre scénario, avec un but à la clé. L'un des buts communs aux quatre premières factions est de repousser l'invasion du Chaos et de blesser Archaon. Le scénario des sous factions à jouer, c'est-à-dire La Lune Crochue et le Clan Angrund (qui sont indépendants des Peaux Vertes et des Nains) est plus spécifique que les autres factions : il faut prendre la forteresse de Karak aux Huit Pics.
- L'Empire des hommes, la plus puissante nation du Vieux Monde, est dirigé par Karl Franz, Prince d'Altdorf et Comte Électeur du Reikland, récemment élu à la tête de l'Empire. Le nouvel Empereur doit d'abord faire face à la sédition de certains nobles du Reikland, sa propre province, qui refusent sa prise du trône. Il devra ensuite soumettre les Comtes Électeurs de l'Empire, par la diplomatie ou la guerre, afin de réunifier les terres de Sigmar pour faire face à l'invasion du Chaos qui se prépare. Les Impériaux disposent d'une technologie avancée, d'une bonne diplomatie, de divers magiciens, d'une artillerie et d'une cavalerie puissante. Les deux autres chefs impériaux jouables sont le Patriarche Balthasar Gelt et le Grand Théogoniste Volkmar le Sévère.
- Les Nains doivent affronter les Peaux-Vertes, qui ont connu une recrudescence de leurs activités. Sous l'autorité du Haut-Roi Thorgrim le Rancunier, un nouvel âge commence pour leur civilisation : l'Âge du Jugement. Les fiers Dawis partent reconquérir leurs terres, perdues après des milliers d'années de guerres sanglantes. Ils vont devoir exterminer leurs ennemis verts jurés, réunifier les différentes forteresses Naines, devenues très indépendantes afin que leur empire ancestral, Karaz Ankor, renaisse de ces cendres. Les Nains possèdent la technologie la plus avancée et l'économie la plus développée pour mener à bien leur reconquête. Ungrim Poing de Fer, le Roi tueur de Karak Kadrin et le mystérieux Grombrindal le Nain Blanc sont les autres seigneurs jouables de la faction.
- Les Comtes Vampires sont dirigés par Mannfred von Carstein, ancien maître de la Sylvanie récemment revenu à la vie. Mannfred désire soumettre les différentes factions des seigneurs vampires sylvaniens avant de se tourner vers l'Empire, sa cible principale, pour s'emparer du trône impérial qu'il considère comme sien. Les Vampires doivent "vampiriser" les territoires pour se déplacer sans risque, transformant la terre en un domaine mort-vivant sur lequel ils pourront régner. Les nécromanciens Heinrich Kemmler, Helman Ghorst sont les autres chefs de faction jouables.
- Les Peaux-Vertes, nom donné aux Orques et aux Gobelins, sont avides de pillages et de guerres. Leur peuple est éclaté entre plusieurs tribus rivales, qui affrontent les Nains et occupent bon nombre de leurs colonies et forteresses. Un Orque noir s'est détaché du reste de ses semblables: Grimgor Boît'en Fer, Peau-Verte d'une brutalité sans borne et doté d'une soif de conquêtes surpassant celles de tous les autres. Il compte soumettre les différentes tribus avant de se tourner vers sa cible principale: les forteresses des Nains. Le nombre et la brutalité sont les forces de cette race qui au sommet de la violence, peut former une Waaagh!, nom donné à une grande armée d'invasion Peau-Verte. L'autre chef de guerre de la faction est Azhag le Massacreur, un "stratège" Orque détenteur d'une couronne magique ayant appartenu à un être maléfique dans un passé lointain.
- Les Guerriers du Chaos viennent du Nord. À leur tête se trouve Archaon, Élu des Puissances de la Ruine, Champion Universel du Chaos et Seigneur de la Fin des Temps. Archaon, comme le reste de ses hommes, n'aspire qu'à l'anéantissement des peuples faibles du sud et à la destruction de leurs cultes afin que les quatre Dieux du Chaos puissent régner en maîtres. Il vise d'abord les tribus de Norsca, leur rappelant ainsi leurs serments d'allégeance, avant de se tourner vers le Sud pour détruire les nations des Hommes et des Nains, en attaquant et corrompant la terre par les forces corruptrices du Chaos pour installer le règne des  Dieux Sombres, prélude de la Fin des Temps. Les autres leaders chaotiques sont le guerrier débauché Sigvald le Magnifique et le terrifiant Dragon-Ogre Kholek Dévore-le-Soleil.
- Les Hommes-Bêtes sont des "hardes" appartenant au Chaos. Ils sont voués à l’anéantissement des nations humaines, et particulièrement de l'Empire. Khazrak le Borgne, Seigneur des Bêtes, dirige cette faction. Les Hommes-Bêtes transportent leurs infrastructures partout où ils vont, ne se sédentarisent jamais et répandent la corruption chaotique partout où ils se rendent, déstabilisant les ennemis tout en les faisant souffrir d'usure. Les Hommes-Bêtes vénèrent Morrslieb, la Lune du Chaos. Des événements liés à la pleine lune ont régulièrement lieu, permettant de choisir la meilleure façon d'apaiser la Lune du Chaos, obtenant à chaque fois un bonus et un malus. Cette faction est spécialisée dans les raids. Le dangereux chaman bray Malagor Mauvais-Présage et l'abominable Morghur, l'Enfant de l'Ombre, sont les autres chefs de faction.
- Les Elfes Sylvains, ou Asrai dans leur langue, vivent à Athen Loren, forêt magique se situant à l'intérieur des terres du Vieux Monde, à l'Ouest. Ils sont guidés par Orion, le demi-dieu Roi immortel d'Athel Loren. Ils sortent de la période d'hiver pour entrer dans le printemps, symbolisant la renaissance. La préoccupation des Asrais est centrée sur le Grand Chêne, se trouvant au centre de la forêt. Ils doivent à tout prix le faire croître pour le faire passer de son état léthargique hivernal jusqu’à son bourgeonnement printanier. Pour cela, ils doivent accumuler de l'ambre, obtenue par le commerce, les alliances mais surtout par la conquête de n'importe quelle province du Vieux Monde. Mais toutes les colonies hors d'Athel Loren ne sont que des Postes de guet Asrai aux capacités de défense très restreintes. Mais si le Chêne atteint sa maturité, la Bataille du Grand Chêne, une série d'assauts ultimes contre le centre spirituel d'Athel Loren perpétrées par les forces combinées des Hommes-Bêtes et des Guerriers du Chaos, commencera.
- La Bretonnie, il y a fort longtemps de cela, quand les régions se situant entre le Grand Océan, et les Montagnes Grises étaient occupées par Gilles le Breton, la Bretonnie fut fondée. Aujourd'hui dirigée par le puissant Roi guerrier Louen Cœur de Lion, la Bretonnie est administrée par l'intermédiaire d'un certain nombre de duchés. La société bretonnienne s'organise autour d'un code de chevalerie profondément enraciné en elle, et les gens vouent une fidélité sans bornes à leur Déesse, La Dame du Lac. On dit qu'un Chevalier qui se distingue par ses actes de bravoure peut gagner sa bénédiction. C'est une société archaïque et féodale, où la paysannerie cultive la terre en échange de la protection des nobles, et finance l'armée bretonnienne. Unifiez ce royaume et combattez les Peaux Vertes, les Elfes Sylvains et la menace qui arrive au nord. Et bien sûr, le légendaire Chevalier de Sinople n'apparaîtra jamais pour un chef qui ne répond pas aux exigences de la chevalerie...
- Le Clan Angrund est un clan Nain avec à sa tête Belegar Marteau-de-Fer, héritier légitime du trône de la légendaire forteresse naine Karak aux Huit Pics, tombé entre les mains des Peaux-Vertes lors des Temps du Malheur. Belegar prépare son clan à la reconquête de la forteresse, avec les esprits de ses ancêtres à ses côtés pour respecter son serment. Il doit se dépêcher, sinon le fourbe gobelin de la nuit qui dirigeait la forteresse avant une mutinerie de sa tribu, récupérera la forteresse avant lui.
- La Lune Crochue est une tribu composée de Gobelins de la Nuit. Skarsnik, le Seigneur de Guerre gobelin de la nuit auto-proclamé, la dirige. La tribu contrôle Karak aux Huit Pics, mais Skarsnik, parti chasser des Squigs dans les Montagnes Grises, apprend que des mutins de sa tribu se sont emparés de la forteresse. Le seigneur gobelin, accompagné de son énorme Squig, Gobla, doit reconquérir son bastion. Mais une course contre la montre s'engage aussi contre un Roi Nain menant une expédition de reconquête des Huit Pics !
- Les Mains Sanglantes est une tribu d'Orques Sauvages, guidée par Wurrzag le Prophète Vert, un puissant chaman Orque sauvage. L'envoyé de Gork (ou Mork) ambitionne d'unifier les tribus Peaux-Vertes pour lancer une Waaagh! contre le Vieux Monde.
- Argwylon est un territoire au nord d'Athel Loren. Ses objectifs sont les mêmes que ceux des Elfes Sylvains. Sa différence provient du fait que cette faction est composée d'Esprits de la Forêt et non d'Elfes. Durthu, le plus ancien et plus puissant Hommes-Arbres d'Athel Loren est le leader d'Argwylon.
- Bordeleaux, prestigieux Duché bretonnien, est dirigé par le Duc Albéric de Bordeleaux, célèbre pour son courage personnel et son incroyable autodiscipline. Défendez la Bretonnie contre ses ennemis.
- Gasconnie, Duché bretonnien dirigé par la Fée Enchanteresse, la représentante personnelle de la Dame du Lac : en tant que telle, elle constitue l'être le plus influent de toute la Bretonnie. Sa volonté est celle de la Déesse, et même le roi doit se soumettre à ses requêtes
- Von Carstein, la ténébreuse dynastie vampire, est dirigé par Vlad von Carstein et sa compagne Isabella von Carstein. De son vivant, la fille du comte fou, Otto von Drak, était comme la plupart des jeunes nobles : vaniteuse, amorale et égoïste. Quand son père mourut, le premier et le plus puissant des Comtes Vampires, Vlad von Carstein, reprit les rênes de la province, et épousa Isabella comme convenu. Elle fut bientôt séduite par l'immense charisme de Vlad, et lui-même se surprit à se reposer complètement sur son soutien et sa dévotion inconditionnels ; cette union de convenance donna naissance à une relation légendaire. Lorsqu'elle se trouva au seuil de la mort, frappée par la maladie, Vlad lui donna enfin le Baiser de Sang, et elle le rejoignit dans la Non-Mort. À présent revenue d'entre les morts, chassez Mannfred de votre demeure ancestrale, et partez à la conquête de l'Empire dont le trône revient de droit à la dynastie immortelle des Von Carstein!.
- Norsca, À l'extrême nord, entre les Désolations du Chaos et la Mer des Griffes, se trouve le royaume de Norsca. C'est une péninsule aride et inhospitalière perdue au nord du Vieux Monde, et la patrie de féroces tribus de guerriers endurcis par de constants blizzards, le désert glacé de la toundra et les habitants monstrueux de ces terres maudites. Fanatiques serviteurs des Dieux des Ténèbres, ces tribus sont prêtes à tout pour prouver leur puissance primale dans une quête implacable de nouvelles contrées à piller et d'adversaires dignes est dirigé par Wulfrik le Vagabond[4].
- Wintertooth les objectifs sont pratiquement les mêmes que ceux de la Norsca la seule différence est que vous commencez avec Throgg

## Système de jeu
Total War : Warhammer est un jeu vidéo de stratégie se déroulant dans l'univers fantastique de Warhammer. Le joueur peut choisir différentes factions pour conquérir les provinces de la carte de campagne.
Pour cela, le joueur peut faire appel à la force, à la diplomatie, d'agents assassins, corrupteurs ou saboteurs et aux différents traits de chaque faction. Comme ses prédécesseurs, le jeu mélange des phases de stratégie au tour par tour, lors desquels le joueur gèrent les différentes provinces sous son contrôle et déplace ses armées, avec des phases combats tactiques en temps réel se déroulant sur des champs de batailles spécifiques.

### Factions
La vrai nouveauté de ce Total War est l'originalité de chaque faction qui permet au joueur de faire des campagnes uniques. Les races ont une influence considérable. Dans les précédents opus, les belligérants disposaient tous des mêmes unités, les différences entre les armées étaient donc plutôt minimes. Dans Total War : Warhammer, chaque faction a son style de jeu et des unités militaires spécifiques.
Les factions jouables sont :
- Les Guerriers du Chaos (Précommande ou achat du jeu la première semaine après le lancement)
- L'Empire
- Les Nains
- Les Peaux Vertes
- Les Comtes Vampires
- Les Hommes-Bêtes (En DLC payant, sortie le 28 juillet 2016)
- Le Clan Angrund (En DLC payant, sortie le 20 octobre 2016)
- La Lune Crochue (En DLC payant, sortie le 20 octobre 2016)
- Les Mains Sanglantes (En DLC gratuit, sortie le 20 octobre 2016)
- Les Elfes Sylvains (En DLC payant, sortie le 8 décembre 2016)
- Argwylon (En DLC payant, sortie le 8 décembre 2016)
- La Bretonnie (En DLC gratuit, sortie le 28 février 2017, ainsi que l'édition "Total War : Warhammer - Vieux Monde", une version reconditionnée du jeu de stratégie. Pour les joueurs possédant déjà le jeu, une mise à jour est disponible gratuitement et ajoute la Bretonnie et les Duchés de Bordeleaux et de Gasconnie. Rajoute gratuitement la vampire Isabelle von Carstein)
- Le Bordeleaux (En DLC gratuit, sortie le 28 février 2017)
- La Gasconnie (En DLC gratuit, sortie le 28 février 2017)
- Von Carstein (En DLC gratuit, sortie le 28 février 2017)
- Norsca (En DLC payant ou bonus de Précommande de Total War : Warhammer 2, sortie le 10 août 2017)
- Wintertooth (En DLC payant ou bonus de Précommande de Total War : Warhammer 2, sortie le 10 août 2017)

### Seigneurs
Dans les précédents opus de Total War, les seigneurs (appelés auparavant généraux ou chefs) n'avaient que peu d'impact dans le déroulement de la campagne et de la bataille. Dans Total War : Warhammer, faire monter un seigneur en première ligne, au cœur de la bataille, aura un véritable impact. Un guerrier, par exemple, apportera un surplus de courage et de force à vos troupes pour lutter contre les créatures cauchemardesques des Comtes Vampires ou des Peaux Vertes. Un seigneur pourra aussi monter au front pour dispenser des sorts de soin ou de protection à vos soldats. Par contre, s'il «meurt», le seigneur légendaire sera indisponible pour plusieurs tours. Et quand il réapparaîtra, vous n'êtes pas sûr de le retrouver avec les bonus acquis précédemment. Autre nouveauté de Total War : Warhammer : la progression des seigneurs est calquée sur celle des jeux de rôle. Leur fiche de personnages intègre un arbre de compétences dans lequel vous dépenserez les points octroyés par vos victoires et succès dans les quêtes. Certaines des compétences sont liées au personnage, d'autres rejaillissent sur ses troupes ou encore sur la gestion de ses cités. Une page « détails », commune à de nombreux jeux RPG, vous permet d'équiper votre seigneur d'objets magiques, d'armes, d'armures et même d'une monture. Sachez enfin que les seigneurs gagnent des rangs (comme les niveaux d'un jeu de rôle) et que certains objets et compétences (armure, sorts) ne sont accessibles qu'à partir d'un niveau donné ou après avoir réussi une quête spécifique. Certains Seigneurs peuvent obtenir des monture fantastiques, allant d'un simple cheval à un monstrueux dragon.

### Héros
Les Héros possèdent une spécialité, parfois deux. La plupart du temps, ces personnages ont des missions solos. Ils sont comme les diplomates, assassins ou espions des précédent opus de Total War. Ils pourront obtenir des informations utiles en vue d'un raid, saboter des infrastructures, comme un mur d'enceinte et faciliter ainsi une invasion. Enfin, les héros auront la possibilité d'effectuer des missions d'assassinat pour, par exemple, éliminer un chef rival. Ils sont également capables de combattre sur le champ de bataille, affrontant plusieurs ennemis à eux seuls. De plus, s'ils sont doués dans les arts magiques, ils pourront lancer des sorts de soin, de protection ou de destruction en fonction de leur compétence.

### Magie
Très présent dans l'univers de Warhammer, la magie est un élément nouveau et central, Cette magie touche tous les peuples à l'exception des nains qui ne peuvent lancer aucun sort, ces derniers étant même immunisés contre les incantations des sorciers. À travers le livre des sorts, vous constaterez qu'il existe plusieurs types d'arts arcaniques selon la faction choisie : domaine de la lumière, du métal, de la mort, des cieux, du feu, vampirique, de la grande Waaagh et de la petite Waaagh par exemple. Pour utiliser la magie sur le champ de bataille, vous devez disposer d'un sorcier versé dans une spécialité pour qu'il puisse lancer l'un de ses six sorts accessibles. Votre seigneur légendaire peut être équipé d'un talisman arcanique qui lui donnera accès aux arts de la lumière ou du métal. Vous pouvez aussi compter sur les héros que vous recrutez, car certains possèdent des compétences magiques. Les six sorts d'un domaine se débloquent au fur et à mesure. Durant la partie, vous pourrez attribuer des points de compétence à votre magicien pour le faire progresser et le rendre encore plus puissant. Il n'existe pas d'énergie magique attachée à une personne. La puissance magique dépend des vents de magie qui soufflent plus ou moins fort et souvent dans certaines régions du Vieux Monde.

### Corruption
Il y a deux types de corruption : la corruption chaotique et la corruption vampirique. Ces deux types de corruption sont liés chacun à deux factions : le Chaos (Guerriers du Chaos et Hommes-Bêtes) et les Comtes-vampires. Ces corruptions se répandent  à travers la carte. Les deux ne sont pas liés : si vous avez trop de corruption du Chaos dans votre région Vampire, des désordres apparaîtront. Si la corruption Vampire augmente dans vos régions cela déclenche plusieurs choses :  la population et l’ordre public  baisse, et s’il atteint -100 une rébellion de vampire commence. Les factions disposent de Héros propageant soient la corruption (comme les Héros Exaltés du Chaos ou les Banshees des vampires), ou des héros luttant contre (les Répurgateurs de l'Empire ou les Prêtres des Runes des Nains). La corruption est visible sur la carte de campagne. Ajoutons que cela a une importance pour vos armées : une armée humaine ou naine dans une région totalement corrompue subira de l’usure, mais l’inverse est également vrai. Toute armée du Chaos ou des Vampires se trouvant dans un territoire non corrompue perdra des effectifs.

### Seigneurs Légendaires
Les Seigneurs Légendaires sont des personnages uniques et puissants, issus de l'univers de Warhammer Battle. Ils sont au cœur de votre campagne et l'âme de votre faction, représentant de son espèce ou héros de son peuple.
Chaque faction est menée par un de ses Seigneurs Légendaires. Ils ne peuvent être que blessé au combat et reviendront un peu plus tard dans la campagne. L'originalité tient aux Quêtes Légendaires, qui sont débloqués après que le Seigneur Légendaire ait atteint un certain niveau. Une fois un niveau acquis, il faut remplir certains objectifs (assassinat, sabotage, acte diplomatique etc.) pour prendre part à une bataille spéciale qui, si gagnée, offrira des équipements uniques, puissants et redoutés sur le champ de bataille. Ces quêtes racontent une histoire, souvent issues de l'univers de Warhammer, personnalisant plus le Seigneur, accentuant l'effet de parcours et d'expérience du personnage tout en faisant découvrir l'univers dans lequel le jeu s'inscrit.
Outre l'équipement qu'il pourra obtenir via ses quêtes légendaires, il pourra gagner des niveaux par dizaines, ce qui lui permettra de s'affirmer comme une véritable pièce majeure du champ de bataille, comme meneur d'hommes ou comme stratège de talent en fonction de la façon dont vous répartissez vos points de compétence. Il pourra aussi équiper de nombreux objets magiques de moindre importance, et s'entourer d'une suite afin de bénéficier de plusieurs bonus sur le champ de bataille ou sur la carte globale.
À noter que chaque faction proposent de commencer une campagne avec des Seigneurs Légendaires différents. Mais au cours de la campagne, il est possible de tous les acquérir, en remplissant des conditions indiquées dans la partie.

### Carte de campagne
La carte campagne représente le Vieux Monde de l'univers de Warhammer. Elle se compose:
- Les Provinces Impériales, qui sont des plaines et des forêts sombres situées au Centre de ce monde, traversées par des fleuves : le Reik, le Talabec et le Stir. Ces Provinces ont à leur tête un Comte Électeur, noble et seigneur élisant l'Empereur. C'est dans la province impériale de Middenheim, au Nord Ouest, que la horde de Morghur apparaît.
- La Norsca est la région la plus au Nord du Vieux Monde, séparé de l'Empire par la Mer des Griffes et par le royaume du Kislev au Nord-Est. Cette région inhospitalière est habitée par des tribus d'hommes du Nord rendant un culte au Chaos. À l'Est de cette région, se trouve le Royaume Nain de Karak Drak. Plus au Nord, se trouve les Désolations du Chaos d'où surgit Archaon. C'est la région ayant la corruption chaotique la plus importante.
- Les Montagnes du Bord du Monde, grande chaîne de montagne, qui est la limite Est de la carte. C'est l'ancien territoire du Karaz Ankor, légendaire empire des Nains. Elles abritent les plus importantes et prestigieuses forteresses naines qui sont aussi des capitales des Provinces.
- La Sylvanie se trouve entre la frontière Orientale de la Province Impériale du Stirland, et les contreforts des Montagnes du Bord du Monde. Ancienne Province Impériale, la plus à l'Est de l'Empire, c'est devenue le royaume des Comtes-vampires, à la suite de la corruption menée par Vlad von Carstein. C'est la région ayant la corruption vampirique la plus importante. Sa capitale est le Château de Drakenhof, d'où commence la campagne des Comtes-Vampires.
- Les Montagnes Noires, séparent l'Empire et les Principautés Frontalières. Peuplées de Nains, cette chaîne de montagne est située au Sud-Est de l'Empire. Sa capitale est Karak Hirn, forteresse naine. La passe la plus importante demeure le Col du Feu Noir.
- Les Montagnes Grises sont une continuation des Montagnes Noires, longeant les frontières Sud-Ouest de l'Empire, la séparant du Royaume de Bretonnie et correspondant au centre de la carte. Les Nains et les Peaux-Vertes peuplent ces lieux. Sa capitale est la forteresse naine de Karak Norn. La campagne de la Lune Crochue de Skarsnik démarre dans ces montagnes.
- Les Duchés Bretonniens composent le royaume féodal de Bretonnie, second plus important royaume humain après l'Empire. La Bretonnie est situé entre la Mer du Milieu et les Montagnes Grises, au sud-ouest de l'Empire. C'est la région la plus occidentale du Vieux Monde. Louen Cœur de Lion, Albéric de Bordeleaux et la Fée Enchanteresse commencent dans cette région et leurs Duchés respectifs.
- Athel Loren est un royaume forestier situé entre la Bretonnie et les Montagnes Grises. C'est la plus ancienne des forêts du Vieux Monde. Ses arbres les plus vieux sont les jeunes pousses ayant germé à partir des graines semées à l'aube des Temps. C’est un lieu mystique où les arbres ont une âme, sont capables de raisonner d’une façon surnaturelle et expriment des sentiments tels que la haine et la colère. La forêt a peu à peu pris conscience d’elle-même et des autres races qui grouillaient la surface du monde. Des Esprits dit de la Forêt hantent ce lieu fascinant mais dangereux. Des menhirs gravés de runes Elfiques marquent les limites de ce domaine végétal. Athel Loren abrite le royaume des Elfes Sylvains, où Asrais, et en son centre se dresse le Chêne des Âges, cœur spirituel de la forêt. C'est dans ces bois que début la campagne elfique.
- L'Estalie, la Tilée et les Principautés Frontalières sont trois royaumes humains mineurs, situées au Sud-Ouest de la Bretonnie pour les deux premiers, et au Sud des Montagnes Grises pour le dernier. Les Hommes-Bêtes menés par Khazrak le Borgne démarre dans l'Estalie.
- Les Voûtes, chaîne de montagne où Nains et Peaux-Vertes s'affrontent, traversent les royaumes cités précédemment. Entre la Tilée et les Principautés Frontalières, un territoire inaccessible est présent, une cité en ruine dans une zone marécageuse, cachant une menace souterraine. Sa capitale est la forteresse naine de Karak-Izor, qui est le point de départ de la campagne de reconquête du Clan Angrund de Belegar.
- Les Terres Arides sont les régions Sud du Vieux Monde. Ces terres sauvages, écrasées par la chaleur, sont entourées au nord par les Principautés Frontalières et la forteresse maritime naine, Barak Varr, à l'Ouest par l'embouchure du fleuve Sanglant et le Golfe Noir, à l'Est par les Montagnes du Bord du Monde et au Sud par les Marais de la Folie. Cette terre est peuplée exclusivement de Peaux-Vertes, car c'est leur région d'origine. Des tribus d'Hommes-Bêtes peuvent y être croisé. Le Sud des Terres Arides est le domaine des Orques Sauvages et plus au Sud encore, un désert pour l’instant inaccessible commence, ancien territoire d'une grande civilisation humaine maintenant disparue...ou pas. La tribu d'Orque Sauvage des Mains Sanglantes de Wurrzag démarre dans cette région, dans l'ancienne mine d'Ekrund. Plus au Sud, c'est le commencement de la campagne des Hommes-Bêtes guidé par le chaman bray Malagor Mauvais-Présage, dans les ruines de Mourkhain.

L'ensemble de la carte est traversée par les Vents de Magie. La puissance magique de vos magiciens, prêtres des runes, chamans, sorciers ou nécromanciens dépend des vents de magie qui soufflent plus ou moins fort et souvent dans certaines régions du Vieux Monde. Ce souffle des vents est aléatoire mais est visuellement visible sur la carte.

### Champ de bataille
Sur le champ de bataille, les unités traditionnelles (vougiers, lanciers, épéistes, archers et autres) sont présents. S'y ajoute de nouvelles unités fantastiques, de la cavalerie et de l'artillerie. Les nouveautés se situent au niveau de : 
- l’arrivée de la magie, notamment les vents magiques susceptibles de renverser une situation en cas de présence d’un mage puissant dans vos rangs.
- les unités volantes, capables d'éliminer de nombreux ennemis, et également découvrir les unités cachées et empêcher l'arrivée de renforts ennemis. Par exemple : les Nains disposent de gyrocoptères qui bombardent ou mitraillent, les Vampires ont des chauve-souris géantes, des terreurgheists, et des vargheists terrifiant et puissants et les Elfes Sylvains des Aigles géants chevauchés par des archers elfes.
- les unités monstrueuses, instillent la peur dans le cœur des autres races et facilitent la désertion, l'abandon des soldats durant les combats. Il y a des Géants, des Trolls, des Dragons, des Manticores, des Araignées géantes, des Hommes Arbres etc.

En plus des combats tactiques classiques, les sièges de villes ou de forteresses sont possibles, avec des béliers et des tours de sièges.

## Extensions
Au fil du temps, une série de DLC, payants ou gratuits, viennent enrichir le jeu, ajoutant de nouvelles factions jouables, de nouveaux Seigneurs Légendaires, de nouvelles compétences magiques, de nouvelles unités et de nouvelles cartes de batailles :
Le 24 mai 2016 sort le DLC Chaos Warriors Race Pack, gratuit lors de la première semaine de la sortie du jeu, ajoutant la faction Guerriers du Chaos, jouable dans la grande campagne et dans les batailles personnalisées. Ce DLC devient payant après le délai passé.
Le 30 juin 2016 sort le DLC payant Blood for the Blood God, ajoutant de nouveaux effets gores et sanglants. Une unité gratuite est ajoutée à la même date: Les Chevaliers du Sang.
Le 28 juillet 2016 sort le DLC payant Call of the Beastmen, ajoutant la faction des Hommes-bêtes, jouable dans la grande campagne, dans les batailles personnalisées ainsi que dans une nouvelle mini campagne : Œil pour œil. Y est ajouté gratuitement un nouveau magicien de l'Empire, le Sorcier d'Ambre, avec son propre domaine magique : le Domaine de la Bête.
Le 1er septembre 2016 sort le DLC payant The Grim and the Grave, ajoutant deux nouveaux Seigneurs Légendaires, l'un pour l'Empire, l'autre pour les Comtes Vampires, cinq nouvelles unités et 18 Régiments de Renom d'élite (unités spéciales très puissantes), pour l'Empire et les Comtes Vampires. Y est rajouté gratuitement, en même temps, le Seigneur Légendaire Comte-Vampire Vlad von Castein.
Le 20 octobre 2016, sort le DLC payant The King and the Warlord, ajoutant deux sous-factions, La Lune Crochue, tribu de peaux-vertes et le Clan Angrund, clan Nain, deux nouveaux Seigneurs Légendaires à la tête de ces factions, six nouvelles unités et 22 Régiments de Renom d'élite, pour les Nains et les peaux-Vertes. Un DLC gratuit, intitulé Wurrzag, sort le même jour offrant une sous faction, la tribu Les Mains Sanglantes et le Seigneur Légendaire Wurrzag le Prophète Vert, leader de la tribu. Trois nouvelles unités des Guerriers du Chaos sont offertes.
Le 22 octobre 2016 sort le DLC gratuit Grombrindal The White Dwarf, ajoutant le Seigneur Légendaire Grombrindal le Nain Blanc, disponible dans toutes les boutiques de Games Workshop à partir du vendredi 28 octobre 2016. Une clé Steam est offerte avec l'achat du magazine White Dwarf du mois d'octobre 2016. Ce cartes clés seront disponibles dans les boutiques Games Workshop jusqu'au 3 janvier 2017, ou jusqu'à rupture des stocks. Grombrindal est disponible en téléchargement gratuit pour tous les joueurs depuis le 19 janvier 2017, sans avoir besoin de clé Steam.
Le 8 décembre 2016 sort le DLC payant Realm of The Wood Elves, ajoutant les factions des Elfes Sylvains et d'Argwylon, jouables dans la grande campagne, dans les batailles personnalisées ainsi que dans une nouvelle mini campagne : La Saison de la Révélation. Ce DLC s'accompagne par ailleurs de nouveaux contenus gratuits pour l'ensemble des joueurs : deux nouveaux héros impériaux : le Sorcier Gris et le Sorcier de Jade, avec leur domaine magique respectif, le Domaine de l’Ombres et le Domaine de la Vie, ainsi que le Seigneur Légendaire Homme-Bête Morghur et une nouvelle unité : Les Harpies.
Le 28 février 2017, Sega et Creative Assembly sortent l'édition "Total War : Warhammer - Vieux Monde", une version reconditionnée du jeu de stratégie le plus vendu, accompagnée de nouveaux contenus supplémentaires. Ce package comprendra un roman exclusif, "Le prince d'Altdorf" de l'écrivain Total War, Andy Hall, ainsi qu'une nouvelle race jouable : la chevaleresque Bretonnie. Pour les joueurs possédant déjà Total War : Warhammer, le jeu est mis à jour, ajoutant la Bretonnie, le Bordeleux et la Gasconnie qui sont disponibles au même moment, en téléchargement gratuit. Un autre DLC gratuit sort à la même date, intitulé "Isabella von Carstein", permettant de diriger la faction des Von Carstein avec Isabella von Carstein et son époux Vlad.

## Accueil
Notes obtenues :
| Total War : Warhammer |      |        |
| Média                 | Nat. | Notes  |
| Gamekult              | FR   | 7.7/10 |
| GameSpot              | US   | 90 %   |
| IGN                   | US   | 86 %   |
| Jeuxvideo.com         | FR   | 17/20  |
| PC Gamer              | US   | 9/10   |
| Compilations de notes |      |        |
| Metacritic            | US   | 86 %   |
| GameRankings          | US   | 85.9 % |